# マニュエル・ケソン
マニュエル・ルイス・ケソン・イ・モリーナ（Manuel Luis Quezon y Molina, 1878年8月19日 - 1944年8月1日）は、フィリピンのコモンウェルス（独立準備政府）初代大統領。
20ペソ紙幣に肖像が使用されている。

## 経歴
1878年8月19日にタヤバス州（現在のアウロラ州）バレル町で生まれ、サン・フアン・デ・レトラン大学文学部に入学し16歳で卒業。父親の先祖が中国人である。1899年、宗主国であるアメリカ合衆国からの独立運動に参加するためサント･トーマス大学法学部を中退してエミリオ・アギナルドの革命軍に参加する。1903年に卒業、司法試験に合格して弁護士活動を1年間行った。
1905年、タヤバス州知事選に当選し知事を2年間務めた。1907年の第一回総選挙に即時独立を求める国民党から出馬し国民議会（一院制）議員に当選、与党院内総務を務めた。1909年、駐米委員に任命された。1916年、安定した政府の樹立を条件に将来の独立を盛り込んだアメリカのジョーンズ法（フィリピン自治法）の成立に尽力、その功績を背景に二院制議会の上院議長に就任した。1935年、新憲法が国民投票で批准され、総選挙でコモンウェルスの大統領に選出された。
1941年に大統領に再選。しかしその年の12月8日、日本軍は太平洋戦争開始当日からマニラ市街地やアメリカ軍の航空施設に爆撃を開始。12月10日以降、上陸作戦が行われるとアメリカ軍は劣勢となった。
12月26日、ケソンはアメリカ軍司令官ダグラス・マッカーサーの勧告に従い、政府をマニラから移転させる声明を発表。
1942年に渡米し亡命政府を樹立した。フィリピン完全独立を見届けることなく志半ばの1944年8月1日にニューヨーク州で持病の肺結核により逝去。遺骸はアーリントン国立墓地に葬られて、第二次世界大戦後の1946年に故国のケソン市のケソンメモリアルサークルに葬られた。
1967年以降、20ペソ紙幣に肖像が使用されている。

## 「フィリピン語の父」
現在のケソン市は彼の名に由来する。1937年にタガログ語を国語と定めたことから「フィリピン語の父」といわれる。

## 家族
1918年、オーロラ・アラゴンと香港で結婚した。ケソンとオーロラ・アラゴンはいとこ同士である。4人の子供を残した。